# Lea Wermelin
Lea Wermelin (ur. 10 maja 1985 w Rønne) – duńska polityk, posłanka do Folketingetu, w latach 2019–2022 minister środowiska.

## Życiorys
Kształciła się w Bornholms Gymnasium, w 2011 ukończyła politologię na Uniwersytecie Kopenhaskim. Działaczka Socialdemokraterne, należała do kierownictwa jej młodzieżówki Danmarks Socialdemokratiske Ungdom. Była etatowym pracownikiem partii i DSU, a także asystentką deputowanego Thomasa Adelskova. W 2015 z ramienia socjaldemokratów po raz pierwszy uzyskała mandat posłanki do Folketingetu, z powodzeniem ubiegała się o reelekcję w kolejnych wyborach w 2019 i 2022.
W czerwcu 2019 została ministrem środowiska w gabinecie Mette Frederiksen. Urząd ten sprawowała do grudnia 2022.